# فرودگاه لیانیونگانگ بایتابو
فرودگاه لیانیونگانگ بایتابو (به انگلیسی: Lianyungang Baitabu Airport) یک فرودگاه همگانی با کد یاتا LYG است که یک باند فرود بتن دارد و طول باند آن ۲۵۰۰ متر است. این فرودگاه در کشور چین قرار دارد .

## شرکت‌های هواپیمایی و مقصدهای پروازی
| شرکت‌های هواپیمایی      | مقصدهای پروازی                                     |
| ---------------------- | -------------------------------------------------- |
| Chengdu Airlines       | چنگدو شوانگلیو، شنینگ تخین                         |
| هواپیمایی شرقی چین     | پکن، شی‌آن شیان‌یانگ                                 |
| China Express Airlines | دالیان ژووشویزی                                    |
| هواپیمایی جنوبی چین    | بایون گوآنگجو، شنژن بن، سوژو گئوانئین، زوشن پوتوشن |
| چاینا یونایتد ایرلاینز | پکن نانیوان                                        |
| اوکی ایرویز            | تیانجین بینهای، Zhangjiajie                        |
| شانگهای ایرلاینز       | شانگهای هونگچیائو                                  |
| ژیامن ایرلاینز         | هاربین تایپینگ، زیامن گائوچی                       |